# 萩原郵便局
萩原郵便局
（はぎわらゆうびんきょく）
- 岐阜県下呂市にある郵便局。本記事にて記述する。
- 愛知県一宮市にある郵便局。局番号は21137。
- 茨城県神栖市にある郵便局。局番号は06053。

（はぎはらゆうびんきょく）
- 香川県観音寺市にある郵便局。局番号は63150。

萩原簡易郵便局（はぎはらかんいゆうびんきょく）
- 山口県宇部市にある簡易郵便局。局番号は55749。

萩原郵便局（はぎわらゆうびんきょく）は岐阜県下呂市にある郵便局。民営化前の分類では集配特定郵便局であった。

## 概要
民営化直前の集配業務再編において、多くの集配特定郵便局は配達センターとなったが、当局は地域郵便輸送の拠点として統括センターとされたため、民営化に際し郵便事業株式会社の支店が併設された。

## 沿革
- 1874年（明治7年） - 萩原郵便取扱所として開設[1]。
- 1875年（明治8年）1月1日 - 萩原郵便局（五等）となる。同年、三郷ノ内萩原郵便局に改称。
- 1885年（明治18年）10月1日 - 貯金取扱を開始。
- 1886年（明治19年）6月1日 - 三郷村萩原郵便局に改称。
- 1890年（明治23年）4月1日 - 萩原郵便局に改称。
- 1892年（明治25年）5月16日 - 為替取扱を開始。
- 1899年（明治32年）11月16日 - 萩原郵便電信局となる。
- 1903年（明治36年）4月1日 - 通信官署官制の施行に伴い萩原郵便局となる。
- 1957年（昭和32年）6月 - 局舎新築落成。
- 1963年（昭和38年）4月14日 - 中呂郵便局から電話交換業務の全部と和文電報配達業務の一部[2]を移管[3]。
- 1968年（昭和43年）1月27日 - 電話交換および和文電報配達業務を萩原電報電話局に移管。
- 1986年（昭和61年）8月10日 - 風景入通信日付印の使用を開始。
- 1989年（平成元年）3月31日 - 山之口郵便局の廃止に伴い、取扱業務を承継。
- 2007年（平成19年）3月26日 - 馬瀬（まぜ）郵便局から「509-26xx」区域の集配業務を移管[4]。
- 2007年（平成19年）10月1日 - 民営化に伴い、併設された郵便事業萩原支店に一部業務を移管。
- 2012年（平成24年）10月1日 - 日本郵便株式会社の発足に伴い、郵便事業萩原支店を萩原郵便局に統合。

## 取扱内容
- 郵便、印紙、ゆうパック、内容証明
- 貯金、為替、振替、振込、国際送金、国債
- 生命保険、バイク自賠責保険
- ゆうちょ銀行ATM
- 「509-25xx」区域（下呂市（旧益田郡萩原町域））、「509-26xx」区域（下呂市（旧益田郡馬瀬村域））の集配業務
- ゆうゆう窓口

## 周辺
- 下呂市役所萩原庁舎
- 岐阜県立益田清風高等学校
- 下呂警察署
- 国道41号
- 国道257号
- 飛騨川

## アクセス
- JR高山本線 飛騨萩原駅から徒歩約8分
- 濃飛バス、げろバス 萩原庁舎停留所下車
- 駐車場あり：10台